# Shanxi
Pour les articles homonymes, voir Shanxi (homonymie).
Ne doit pas être confondu avec Shaanxi.
Le Shanxi (chinois : 山西 ; pinyin : Shānxī ; litt. « à l'ouest de la montagne ») est une province du nord-est de la Chine, dont la capitale est Taiyuan (太原, tàiyuán). Elle est située à l'ouest des monts Taihang (太行山, Tàihangshān). Elle ne doit pas être confondue avec la province voisine au nom, homophone au ton près, de Shaanxi (陕西, Shǎnxī) : écouter Shanxi ; écouter Shaanxi

## Géographie
La province du Shanxi est comprise  entre la Grande plaine de Chine du Nord et le cours moyen du Fleuve Jaune qui la délimitent à l'ouest et au sud. La Grande Muraille longe sa frontière nord. Le Shanxi est entouré par les provinces du  Shaanxi à l'ouest, du Henan au sud, du Hebei à l'est et de la Mongolie Intérieure au nord. 
La province du Shanxi est située sur un plateau bordé par des terrains plus élevés :  à l'est les Monts Taihang  et à l'ouest les Monts Lüliang. Le centre est occupé par une série de vallées dans lesquelles coulent notamment le fleuve Fen, un affluent du Fleuve Jaune dont le bassin versant draine un quart de la province. Le sommet le plus élevé est le Mont Wutai, un des quatre monts bouddhistes qui culmine à 3 058 m. 
Le climat de la province est froid et sec. La température moyenne annuelle est de 5 °C au nord et de 15 °C au sud. Au nord la période sans gel ne dure que quatre mois tandis qu'au sud elle dure 7 mois. Les précipitations, qui vont en croissant en allant du nord ouest au sud-est, sont comprises entre 350 mm et 700 mm. Environ 60% des précipitations ont lieu durant l'été.

## Histoire

### Avant l'Empire chinois
Les capitales de la dynastie Xia ont déménagé fréquemment, et deux d'entre elles se situent actuellement dans le comté de Xia (夏縣) et la ville de Linfen (臨汾市). Le royaume Jin (晉國), du XIe siècle av. J.-C. à 376 av. J.-C., recouvrait l'actuelle province du Shanxi.

### Empire chinois (221 av. J.-C. à 1279 ap. J.-C.)
La dynastie Han (206 av. J.-C. à 220 ap. J.-C.) régna sur le Shanxi en tant que province de Bingzhou (并州 Bīng Zhōu). Pendant l'invasion des nomades du Nord lors de la période des Seize Royaumes (304–439), plusieurs États dont les Zhao postérieurs, les Yan antérieurs, les Qin antérieurs, et les Yan postérieurs contrôlèrent en continu la province du Shanxi. Ils furent suivis par la Wei du Nord (386–534), un royaume Xianbei, qui avait pour capitale l'actuel Datong dans le Nord du Shanxi, et qui a presque régné sur tout le Nord de la Chine.
La Dynastie Tang (618–907) est originaire de Taiyuan. Durant la dynastie Tang et après, la zone du Shanxi était appelée Hédōng (河东), ou "Est de la rivière (Jaune)". L'impératrice Wu Zetian, la seule femme ayant jamais régné en Chine, était née dans le Shanxi.
Durant la première partie des Cinq Dynasties et de la période des Dix Royaumes (907–960), le Shanxi a fourni des dirigeants à trois des Cinq Dynasties. Il était également le seul des Dix Royaumes à être situé dans le Nord de la Chine. Le Shanxi était, initialement, la résidence du jiedushi (commandant) du Hedong, Li Cunxu, qui renversa la première des Cinq Dynasties, la dynastie des Liang postérieurs (907–923) pour établir la seconde dynastie, celle des Tang postérieurs (923–936). Un autre jiedushi du Hedong, Shi Jingtang, vainquit les Tang postérieurs et établit la troisième des Cinq Dynasties. Les Jin postérieurs, avec un autre jiedushi du Hedong, Liu Zhiyuan, établirent la quatrième des Cinq Dynasties (Han postérieurs) après que les Khitans eurent détruit l'état des Jin postérieurs, la troisième. Finalement, quand la cinquième des Cinq Dynasties (Zhou postérieurs) émergea, le jiedushi du Hedong du moment, Liu Chong, se rebella et établit un état indépendant appelé Han du Nord, un des Dix Royaumes, dans ce qui est l'actuel Shanxi (Nord et centre).
Shi Jingtang, fondateur de la dynastie des Jin postérieurs, la troisième des Cinq Dynasties, céda une large part du Nord de la Chine aux Khitans en échange d'aide militaire. Ce territoire, appelé les Seize Préfectures de Yanyun, incluait une partie du Nord du Shanxi. Le territoire cédé devint un problème majeur concernant la défense de la Chine contre les Khitans pour les 100 ans qui ont suivi, car il se trouvait au Sud de la Grande Muraille de Chine.
Durant la Dynastie des Song du Nord (960–1127), les seize préfectures continuèrent d'être une zone de discorde entre la Chine song et la Dynastie Liao. Plus tard, la Dynastie des Song du Sud abandonna tout le Nord de la Chine, y compris Shanxi, à la Dynastie Jurchen Jin (1115–1234) en 1127 après l'incident de Jingkang lors de la guerre Jin-Song.
La Dynastie Yuan mongole divisa la China en provinces mais ne fit pas du Shanxi une province. Shanxi gagna seulement ce nom (Shanxi) et des frontières approximatives durant la Dynastie Ming (1368–1644). Durant la Dynastie Qing (1644–1911), le Shanxi s'étendit au Nord de la Grande Muraille de Chine pour inclure des parties de la Mongolie intérieure, incluant l'actuelle cité de Hohhot, et s'imbriqua dans la juridiction des Huit Bannières et de la zone de la bannière du Guihua Tümed.

### République de Chine et Chine moderne
Pendant la plus grande partie du règne de la république de Chine sur le continent chinois (1912–1949), le seigneur de guerre Yen Hsi-shan tint le Shanxi. Durant la seconde guerre sino-japonaise, le Japon occupa la plupart de la province après avoir gagné la Bataille de Taiyuan. Shanxi était aussi un champ de bataille majeur entre les Japonais et les guérillas des Chinois communistes de la Huitième Armée de Route pendant la guerre.
Après la défaite du Japon, la plus grosse partie du Shanxi devint d'importantes bases pour les communistes de l'Armée de Libération du Peuple dans la guerre civile qui a suivi en Chine. Yen a intégré des milliers d'anciens soldats japonais parmi ses propres forces, et ces soldats ont fait partie de sa défense ratée de Taiyuan contre l'Armée de Libération du Peuple au début de 1949.
Pour des siècles, Shanxi a servi de centre au commerce et aux banques : les "marchands Shanxi" (晋商 jìnshāng) furent une fois associés à la richesse. La très bien préservée cité de Pingyao (héritage mondial de l'UNESCO) montre plusieurs signes de son importance économique pendant la Dynastie Qing. Dans nos temps contemporains, l’extraction de charbon est devenue importante dans l'économie du Shanxi, mais des critiques se sont plaints des conditions déplorables des mines. Depuis 2004, la province a été en proie à des problèmes de sécurité du travail, y compris un scandale de travail forcé impliquant des enfants, ce qui provoqua des troubles civils importants et un embarras national.

## Administration
Li Xiaopeng est de 2013 à 2016, gouverneur  de la province du Shanxi.

## Subdivisions administratives
La province du Shanxi est divisée en onze structures de niveau préfecture  qui sont toutes de type ville-préfecture.  
| Subdivisions administratives du Shanxi | Subdivisions administratives du Shanxi | Subdivisions administratives du Shanxi | Subdivisions administratives du Shanxi | Subdivisions administratives du Shanxi | Subdivisions administratives du Shanxi | Subdivisions administratives du Shanxi | Subdivisions administratives du Shanxi | Subdivisions administratives du Shanxi | Subdivisions administratives du Shanxi | Subdivisions administratives du Shanxi | Subdivisions administratives du Shanxi |
| -------------------------------------- | -------------------------------------- | -------------------------------------- | -------------------------------------- | -------------------------------------- | -------------------------------------- | -------------------------------------- | -------------------------------------- | -------------------------------------- | -------------------------------------- | -------------------------------------- | -------------------------------------- |
| District Xian                          |                                        |                                        |                                        |                                        |                                        |                                        |                                        |                                        |                                        |                                        |                                        |
| No.                                    | Code subdivision                       | Préfecture                             | Superficie en km2                      | Population 2010                        | Densité                                | Siège                                  | Subdivisions                           | Subdivisions                           | Subdivisions                           | Subdivisions                           |                                        |
| No.                                    | Code subdivision                       | Préfecture                             | Superficie en km2                      | Population 2010                        | Densité                                | Siège                                  | Districts                              | Xians                                  | villes-district                        |                                        |                                        |
|                                        | 140000                                 | Province du Shanxi                     | 156 000                                | 35 712 111                             |                                        | Taiyuan                                | 26                                     | 80                                     | 11                                     |                                        |                                        |
| 1                                      | 140100                                 | Taiyuan                                | 6 910                                  | 4 201 591                              |                                        | District de Xinghualing                | 6                                      | 3                                      | 1                                      |                                        |                                        |
| 3                                      | 140200                                 | Datong                                 | 14 102                                 | 3 318 057                              |                                        | District de Pingcheng                  | 4                                      | 6                                      |                                        |                                        |                                        |
| 10                                     | 140300                                 | Yangquan                               | 4 570                                  | 1 368 502                              |                                        | District urbain de Yangquan            | 3                                      | 2                                      |                                        |                                        |                                        |
| 2                                      | 140400                                 | Changzhi                               | 13 958                                 | 3 334 564                              |                                        | District suburbain de Changzhi         | 4                                      | 8                                      |                                        |                                        |                                        |
| 4                                      | 140500                                 | Jincheng                               | 9 420                                  | 2 279 151                              |                                        | District urbain de Jincheng            | 1                                      | 4                                      | 1                                      |                                        |                                        |
| 8                                      | 140600                                 | Shuozhou                               | 10 624                                 | 1 714 857                              |                                        | District de Shuocheng                  | 2                                      | 3                                      | 1                                      |                                        |                                        |
| 5                                      | 140700                                 | Jinzhong                               | 16 386                                 | 3 249 425                              |                                        | District de Yuci                       | 2                                      | 8                                      | 1                                      |                                        |                                        |
| 11                                     | 140800                                 | Yuncheng                               | 14 107                                 | 5 134 794                              |                                        | District de Yanhu                      | 1                                      | 10                                     | 2                                      |                                        |                                        |
| 9                                      | 140900                                 | Xinzhou                                | 25 151                                 | 3 067 501                              |                                        | District de Xinfu                      | 1                                      | 12                                     | 1                                      |                                        |                                        |
| 6                                      | 141000                                 | Linfen                                 | 20 589                                 | 4 316 612                              |                                        | District de Yaodu                      | 1                                      | 14                                     | 2                                      |                                        |                                        |
| 7                                      | 141100                                 | Lüliang                                | 21 144                                 | 3 727 057                              |                                        | District de Lishi                      | 1                                      | 10                                     | 2                                      |                                        |                                        |

## Principales villes
| Agglomération | Désignation en chinois | Population de l'agglomération millions (2017) | Rang (Chine) | Superficie | Densité | Commentaire |
| ------------- | ---------------------- | --------------------------------------------- | ------------ | ---------- | ------- | ----------- |
| Taiyuan       | 太原                   | 3,58                                          | 29           | 583 km²    | 6100    |             |
| Datong        | 大同                   | 1,79                                          |              | 363 km²    | 4900    |             |
| Linfen        | 临汾                   | 0,97                                          |              | 124 km²    | 7800    |             |
| Changzhi      | 长治                   | 0,89                                          |              | 168 km²    | 5300    |             |
| Yangquan      | 阳泉                   | 0,77                                          |              | 148 km²    | 5200    |             |
| Yuncheng      | 运城                   | 0,75                                          |              | 194 km²    | 3900    |             |

## Économie
L'activité est orientée vers les industries lourdes et l'exploitation du charbon.

## Santé
La province est la région la plus polluée de Chine ; c'est également celle qui a le plus haut taux de déformations à la naissance. Il est six fois plus élevé que la moyenne nationale, et serait multifactoriel (pollution mais aussi malnutrition, difficulté d'accès aux soins pour les plus pauvres).
En 2010 éclate le  scandale des vaccins frelatés. À une centaine d'enfants auraient été injectés des vaccins qui n'avaient pas été normalement conservés au froid, selon le journaliste d'investigation Wang Keqin. Ces enfants seraient aujourd'hui soit morts, soit handicapés, soit malades.

## Culture
Le jinju (zh), appelé aussi opéra de Shanxi, est une variante régionale du théâtre-opéra chinois. Il est joué principalement dans la province du Shanxi, ainsi qu'en Mongolie-Intérieure et dans le Hebei.
Le Shanxi est la région natale du cinéaste Jia Zhangke..

### À voir

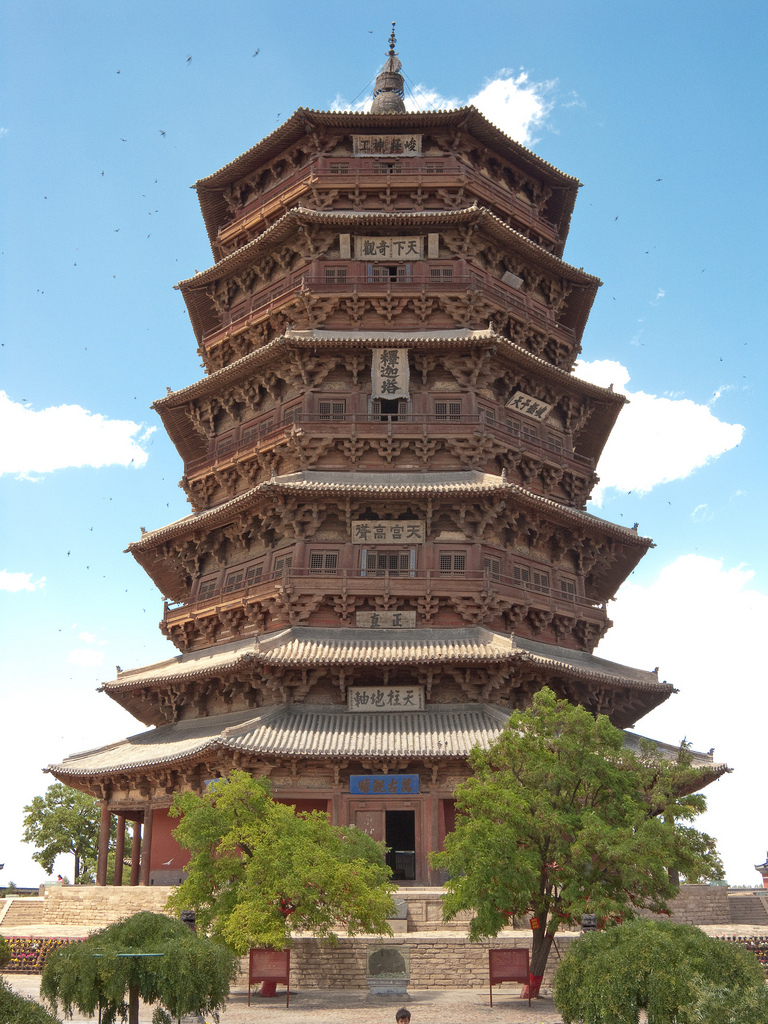
La pagode Sakyamuni du temple Fogong, une pagode en bois construite en 1056 sous la dynastie Liao.

- Les grottes bouddhiques de Yungang (plus anciennes sculptures de Chine) près de Datong.
- Le monastère de Xuankong du VIIe siècle.
- Le Mont Wutai (Wutaishan) et le village monastique de Taihuai.
- Le temple suspendu (Xuankongsi).
- La Pagode Sakyamuni du temple Fogong.
- L'ensemble de temples Jinci.